# Due vite al massimo
Due vite al massimo (Teenage Bonnie and Klepto Clyde) è un film del 1993 diretto da John Shepphird.

## Trama
Clyde e Bonnie sono due studenti di provincia. Lui lavora la sera come cameriere in un fast food, mentre lei è la figlia viziata del duro capo della polizia locale. I due fanno conoscenza quando il ragazzo di Bonnie devasta il locale dove Clyde lavora. Da quel momento i due ragazzi diventano inseparabili soprattutto per il modo di vivere la vita.